# Cosmophasis bitaeniata
Cosmophasis bitaeniata là một loài nhện trong họ Salticidae.
Loài này thuộc chi Cosmophasis. Cosmophasis bitaeniata được Eugen von Keyserling miêu tả năm 1882.